# 李宏光
李宏光（英語：Josaphat Li Hongguang；1926年7月15日—2006年12月13日；聖名：若瑟）是中國天主教主教。曾任山西絳州宗座監牧區宗座監牧（2006年）。

## 生平
李宏光出生於1926年7月15日，在中華民國山西省潞城市的羌城村，1940年進入長治小修院，1945年進入太原總修院攻讀神哲學，後於1949年轉入北京文聲學院完成學業。於1953年3月21日他26歲時晉鐸，並負責曲沃、絳縣和翼城一帶的堂區牧民工作。
文化大革命期間，李神父被關在牢獄達15年之久，並因長期戴上鐐銬，致使雙腳疼痛。文革後獲釋，繼續傳教工作，並在一所中學當英語教師。他於1986年開辦磚瓦廠，改善工人的生活質素。於1994年調往新絳總堂主任司鐸及副主教。1996年5月14日，李宏光在69歲時獲時任教宗若望保祿二世任命為絳州宗座監牧區助理宗座監牧。協助地下教會團體|絳州宗座監牧鄭守鐸主教。
2006年7月16日鄭守鐸主教去世，李宏光主教接任成絳州宗座監牧。可是，同年12月13日下午，李宏光主教因心臟病發去世，享年81歲。同月20日早上，在新絳市聖安多尼主教座堂舉行殯葬彌撒，由同省的太原總教區主教李建唐主禮，汾陽教區主教霍成、榆次教區主教王藎、潞安教區主教李毅共祭以及約50位神父共祭。殯葬彌撒後隨即舉行追悼會，有幾名政府官員出席。數千名教友冒著零下十度的嚴寒送別李主教。送殯遊行隊伍隨著靈柩，途經新絳市多條大街前往坡里村的聖母無原罪堂，把他安葬在鄭守鐸主教的墳墓附近。